# Eupholidoptera mariannae
Eupholidoptera mariannae is een rechtvleugelig insect uit de familie sabelsprinkhanen (Tettigoniidae). De wetenschappelijke naam van deze soort is voor het eerst geldig gepubliceerd in 2001 door Willemse & Heller.